# Điều
Điều hay còn gọi là đào lộn hột, danh pháp khoa học: Anacardium occidentale L.; đồng nghĩa: Anacardium curatellifolium A.St.-Hil.) là một loại cây công nghiệp dài ngày thuộc họ Xoài (Anacardiaceae). Cây này có nguồn gốc từ đông bắc Brasil, nơi nó được gọi bằng tiếng Bồ Đào Nha là Caju (nghĩa là "quả") hay Cajueiro ("cây"). Ngày nay nó được trồng khắp các khu vực khí hậu nhiệt đới để lấy nhân điều chế biến làm thực phẩm là chính. Ngoài ra nó còn cho các sản phẩm phụ có giá trị như dầu vỏ hạt điều (CNSL).

## Phân bố
Điều/đào lộn hột có nguồn gốc từ vùng đông bắc Brasil, được nhập về châu Á và châu Phi trong giai đoạn 1560 - 1565 sau khi các đế quốc thực dân châu Âu phát hiện ra châu Mỹ.
Hiện nay loài cây này trở thành cây công nghiệp được phát triển ở khắp các khu vực khí hậu nhiệt đới ở châu Mỹ, châu Phi, châu Á và châu Úc để lấy nhân hạt chế biến làm thực phẩm.
Ở Việt Nam, cây điều du nhập vào Việt Nam từ những năm 1980, sau đó được chọn là loại cây công nghiệp đa mục đích, phủ xanh đất trống đồi trọc, được trồng rộng rãi ở các tỉnh khu vực Đông Nam Bộ, Tây Nguyên và Duyên hải Nam Trung Bộ như: Bình Phước, Đồng Nai, Bà Rịa – Vũng Tàu, Bình Thuận, Lâm Đồng, Đắk Lắk, Đắk Nông, v.v.
Từ năm 2006 đến nay Việt Nam trở thành quốc gia xuất khẩu nhân hạt điều đứng vị trí hàng đầu thế giới, và là nước thứ 3 có diện tích trồng điều lớn nhất trên giới sau Ấn Độ và Bờ Biển Ngà.

## Miêu tả
Điều là cây nhiệt đới, thường xanh (xanh quanh năm).
- Thân: Cây cao từ khoảng 5-10 m (có tài liệu ghi là từ khoảng 3m đến 9m), thân ngắn cành dài.
- Rễ: To, khỏe, có rễ cọc và nhiều rễ chùm, mọc sâu và lan rộng trong đất bên dưới tán lá.
- Lá: Lá đơn nguyên, hình trứng tròn đều, mọc so le, cuống ngắn.
- Hoa: Hoa nhỏ, màu trắng, mọc thành chuỳ, có mùi thơm dịu.
- Quả: Có hai phần cần phân biệt:
+ Quả giả: Chính là phần chín mọng ăn được. Quả giả dài 10–12 cm, đường kính 4–8 cm. Phần này chính là cuống hoa phát triển mà thành. Có nhiều màu sắc: Đỏ, tím, vàng…
+ Quả thật (bên trong có nhân điều): Chính là phần hạt điều cò nguyên vỏ, hạt thật chính là phần nhân ăn được bên trong, có dầu béo ăn được. Thuộc loại quả khô, không tự mở, hình thận, dài 2–3 cm, nặng 5-9g, vỏ ngoài cứng, màu xám, mặt hõm vào, cuống quả phình to thành hình trái lê hay đào, màu đỏ, vàng hay trắng. Do vậy người ta thường có cảm tưởng phần cuống quả phình ra là quả, còn quả thật đính vào là hạt, do dó mà có tên đào lộn hột (tức đào có hột nằm ngoài quả).
Nhiều người thường nhầm đào lộn hột (điều) là thực vật hạt trần, nhưng đào lộn hột (điều) chính xác là thực vật hạt kín.
- Nhân điều (bên trong quả thật): hình thận, có chứa dầu béo - đây là phần giá trị nhất của cây điều.

## Sử dụng

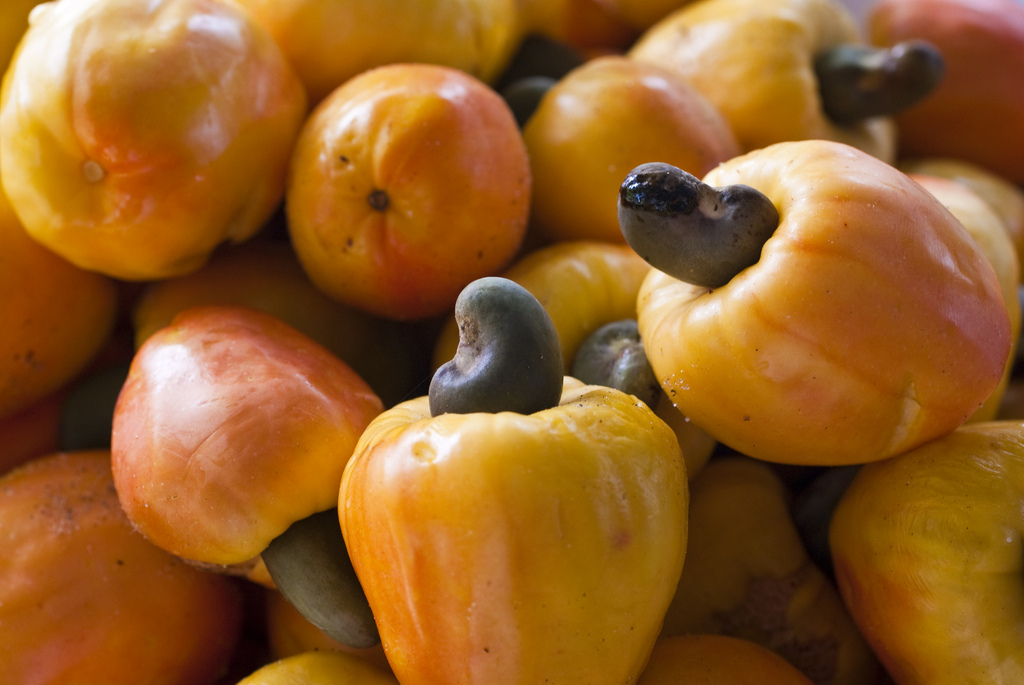
Đào lộn hột được thu hoạch

Tóm lại, trong 100g nhân hạt có 45g lipid, 26g đường bột, 21g protein (nhiều hơn đậu phộng), 2,5% muối khoáng và nhiều Vitamin A1, B1, B2, B6, PP, E. Quả giả (cuống phình 10% trọng lượng cả quả, nhân chiếm 20% trọng lượng quả thật. Trong quả giả có 85-90% nước, 7-13% gluxit, 0,7-0,9% protit, rất nhiều vitamin, nhất là vitamin C (9 lần nhiều hơn trong cam ngọt), 0,2% chất khoáng và 0,1% lipid.
- Quả giả (cuống quả) rất giàu vitamin C, có thể ăn tươi, hoặc ép lấy dịch cho lên men làm rượu nhẹ, nước giải khát lên men. Tuy nhiên không nên ăn nhiều trái tươi vì gây tưa lưỡi.
- Rượu chế biến từ quả giả này có thể dùng xoa bóp khi đau nhức; súc miệng chữa viêm họng, chống nôn mửa.
- Nhân là sản phẩm chính của cây Điều do có giá trị cao, sử dụng đa dạng, sau khi loại hết vỏ, được rang hoặc dùng tươi hoặc dùng trong chế biến bánh, kẹo.
- [Bôm đào lộn hột] (cần chú thích) dùng chữa chai, loét, nẻ chân.
- Dầu nhân điều dùng để làm thực phẩm chức năng và điều chế thuốc.
- Dầu vỏ hạt điều (CNSL) được dùng trong công nghiệp dân dụng, điều chế ra các hóa chất như Carnadol và Carnol, làm bột ma sát (sử dụng chế tạo ra má phanh ô tô,...), dầu bôi trơn máy bay, làm sơn, vecni,...
- Gỗ điều được làm ván ép chống mối mọt rất tốt.
- Vỏ hạt điều sau khi ép được sử dụng làm chất đốt hoặc làm ván ép công nghiệp,...

## Ở Việt Nam

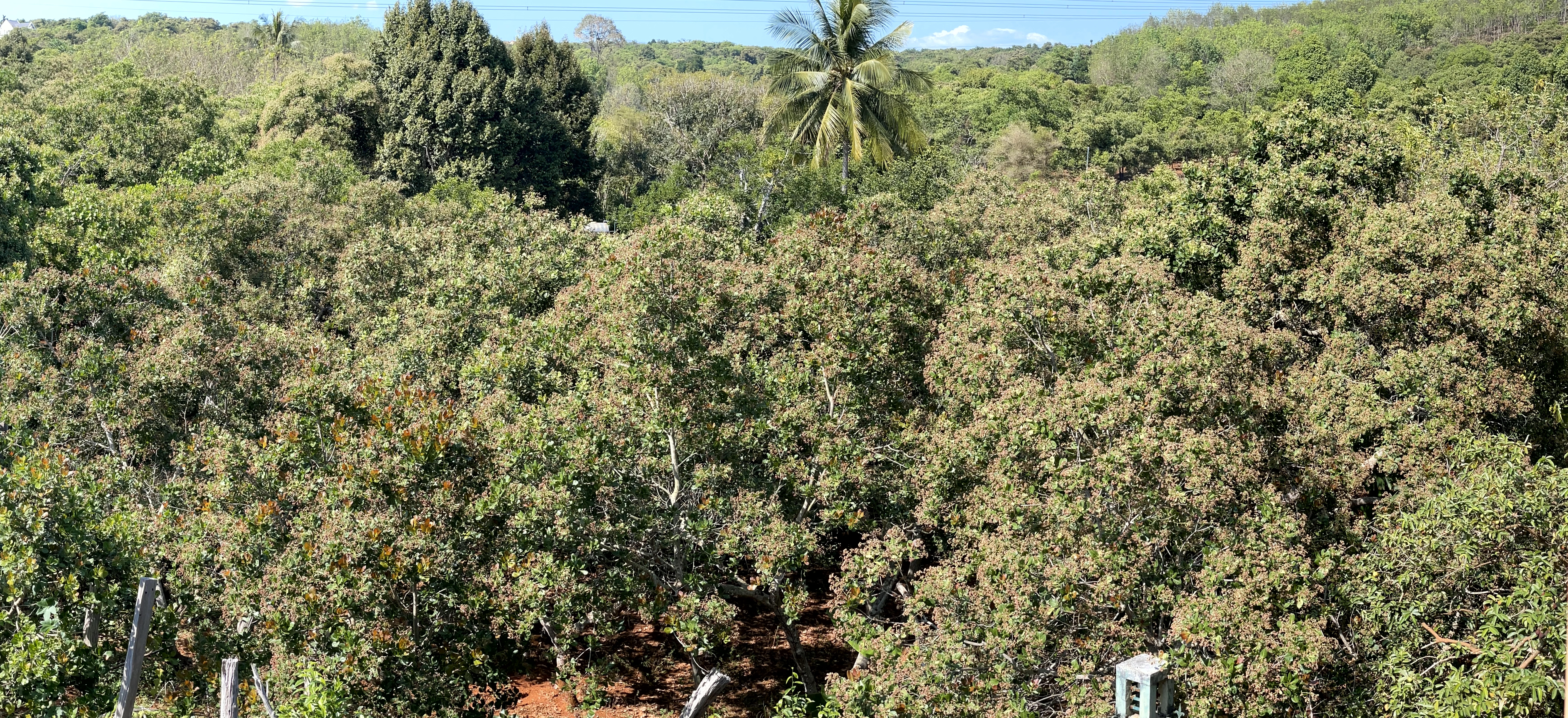
Một vườn điều đang trổ hoa ở Bù Đăng, Bình Phước

Việt Nam là nước có sản lượng hạt điều xuất khẩu lớn nhất thế giới.
Năm 2018 là năm rất nhiều khó khăn đối với ngành điều: tình hình kinh tế - xã hội thế giới diễn biến phức tạp; cuộc chiến tranh thương mại Mỹ - Trung; sau giai đoạn tăng trưởng ấn tượng từ năm 2011 - 2017 ngành điều đã có một năm điều chỉnh giảm giá. Tuy nhiên với nỗ lực chung của toàn ngành, Việt Nam tiếp tục là quốc gia chế biến và xuất khẩu nhân điều hàng đầu thế giới với sản lượng chế biến 1,65 triệu tấn hạt điều thô, xuất khẩu 391 ngàn tấn nhân điều, đạt kim ngạch xuất khẩu 3,52 tỷ USD chưa bao gồm các sản phẩm phụ (tăng 7,8% về lượng nhưng giảm 3% về trị giá so với cùng kỳ 2017). Hạt điều Việt Nam được xuất khẩu tới trên 90 quốc gia và vùng lãnh thổ khắp thế giới, tiếp tục duy trì thị phần trên 60% tổng giá trị xuất khẩu nhân điều toàn cầu (khoảng 5,7 tỷ USD), duy trì vị trí số 1 thế giới về chế biến, xuất khẩu nhân điều. Hạt điều dự kiến giữ nguyên vị trí số 1 trong nhóm hàng nông sản xuất khẩu chủ lực của Việt Nam, xếp trên các mặt hàng nông sản xuất khẩu chủ lực khác (rau quả, cà phê, lúa gạo, hồ tiêu) trong năm 2018. Về sản xuất điều, mặc dù được cải thiện trong niên vụ 2017 - 2018 nhưng tổng sản lượng của Việt Nam cũng mới chỉ đáp ứng được khoảng 28% nhu cầu chế biến xuất khẩu của toàn ngành, số còn lại phải nhập khẩu từ nước ngoài.
Hiện nay tại Việt Nam có rất nhiều giống điều khác nhau được trồng nhưng phần lớn là 5 giống chính. Những giống cây này thường cho ra chùm từ 5 đến 10 quả. Màu sắc chính của quả là vàng. Mặc dù vậy tỉ lệ nhân, kích thước hạt và năng suất thì lại tương đối khác nhau 
- Giống ES-04 (tỉ lệ nhân: 27,5%; kích thước hạt: 173 hạt/kg; năng suất hạt: 55–65 kg/cây/năm.
- Giống EK-24 (tỉ lệ nhân: 28%; kích thước hạt: 120 hạt/kg; năng suất hạt: 35–45 kg/cây/năm.
- Giống BĐ-01 (tỉ lệ nhân: 27%; kích thước hạt: 165 hạt/kg; năng suất hạt: 45–55 kg/cây/năm.
- Giống KP-11 (tỉ lệ nhân: 27,5%; kích thước hạt: 150 hạt/kg; năng suất hạt: 45–55 kg/cây/năm.
- Giống KP-12 (tỉ lệ nhân: 27%; kích thước hạt: 140 hạt/kg; năng suất hạt: 55–65 kg/cây/năm.

Với diện tích 175000 ha hạt điều được trồng khắp toàn tỉnh, Bình Phước được xem là thủ phủ của Hạt Điều Việt Nam với diện tích trồng điều lớn nhất Việt Nam (so với tổng diện tích khoảng 290,000 ha hạt điều trồng khắp Việt Nam.
Hạt điều bình phước có hạt to tương đối, vị béo thơm ngon đặc trưng rất khác so với các giống điều khác như điều A cồ (điều cao sản) từ Campuchia.
Hạt điều Bình Phước chính hiệu thường là loại A, đây là loại hạt điều ngon nhất thế giới được các chuyên gia đặt cho cái tên mỹ miều là "luxury nuts" (hay hạt điều xa xỉ). Hạt điều bình phước có kích thước W240, tức 240 hạt trong 1 pound. So với hạt điều A cồ thì A Bình Phước có kích thước nhỏ hơn nhưng hạt đặc ruột hơn. Khi ăn hạt thơm và có vị bùi hơn. Hạt điều A cồ thường to hơn nhưng chất lượng không thể so với hạt điều Bình Phước.

## Hình ảnh

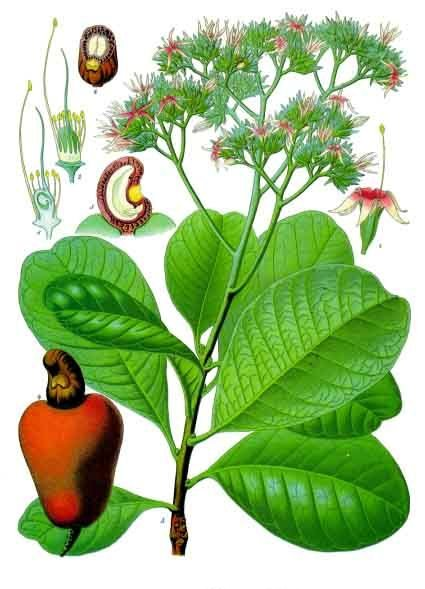
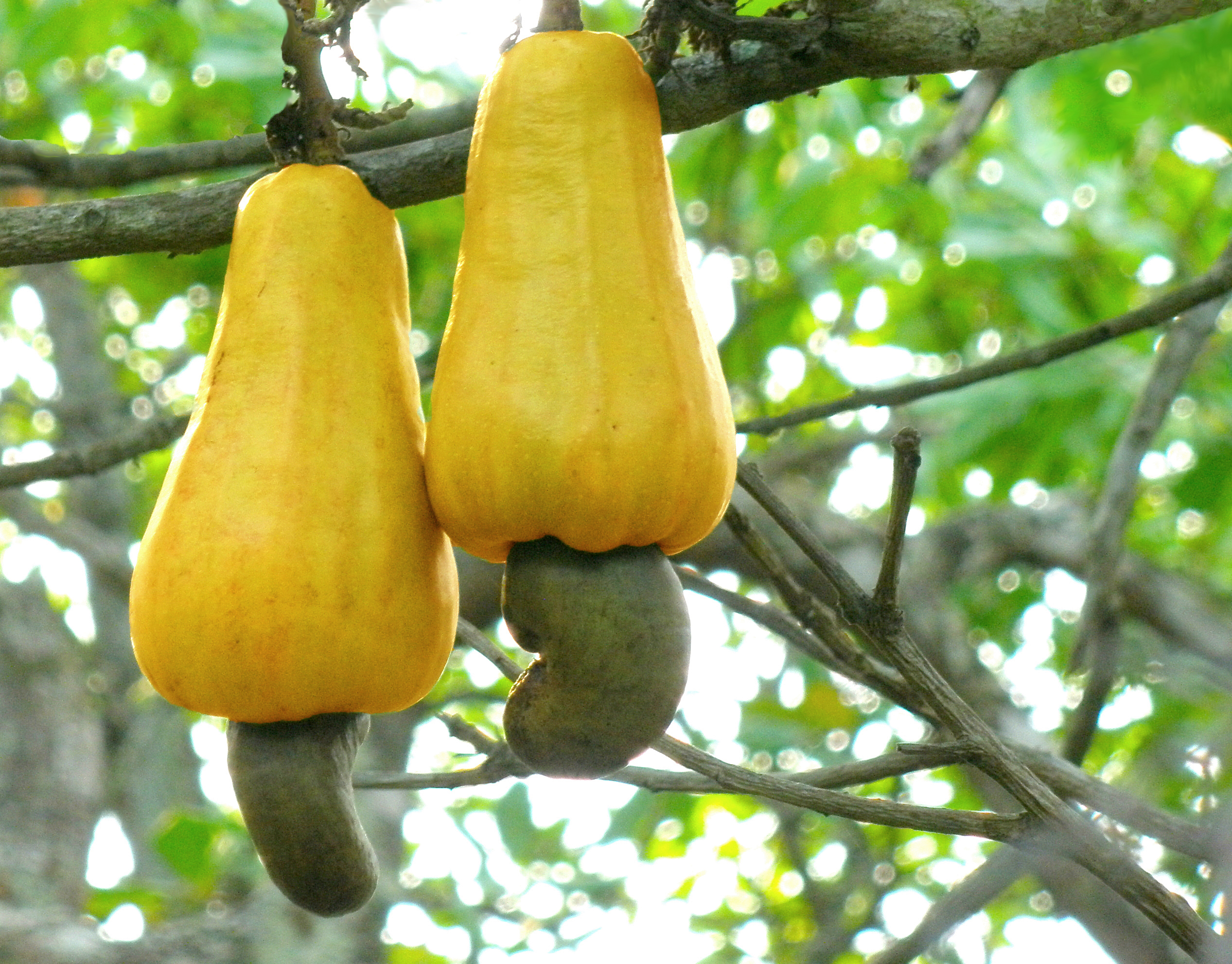
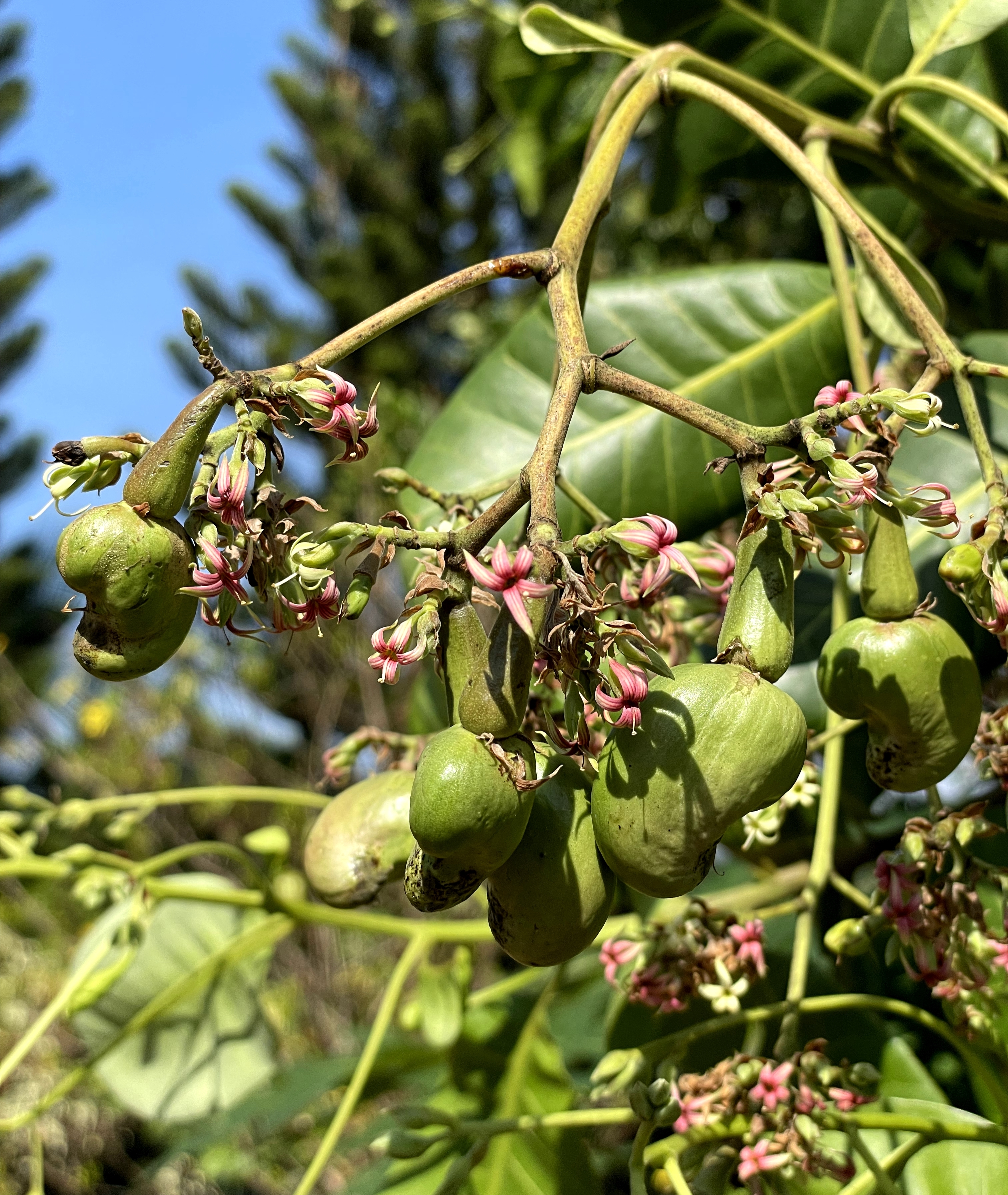
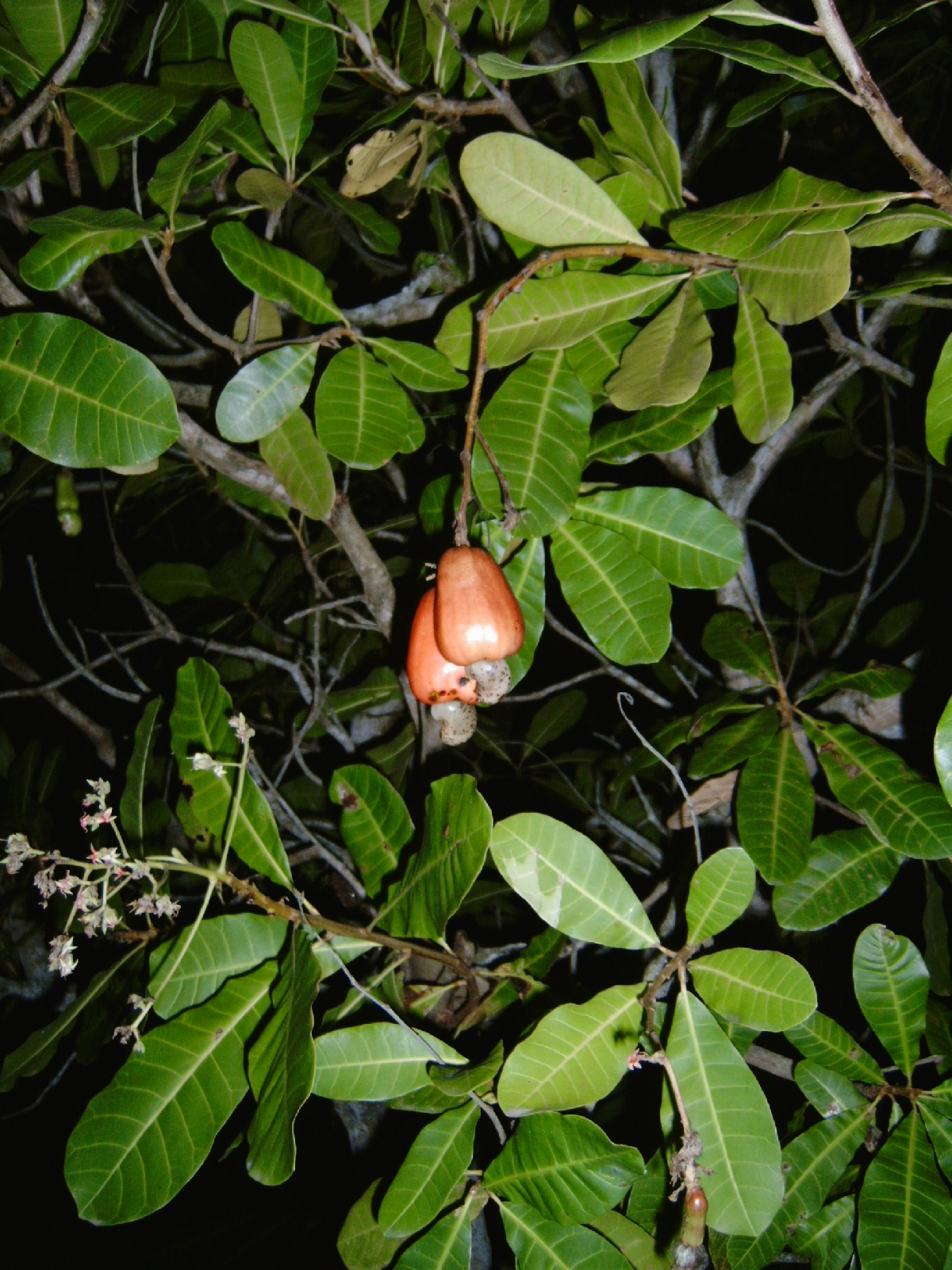
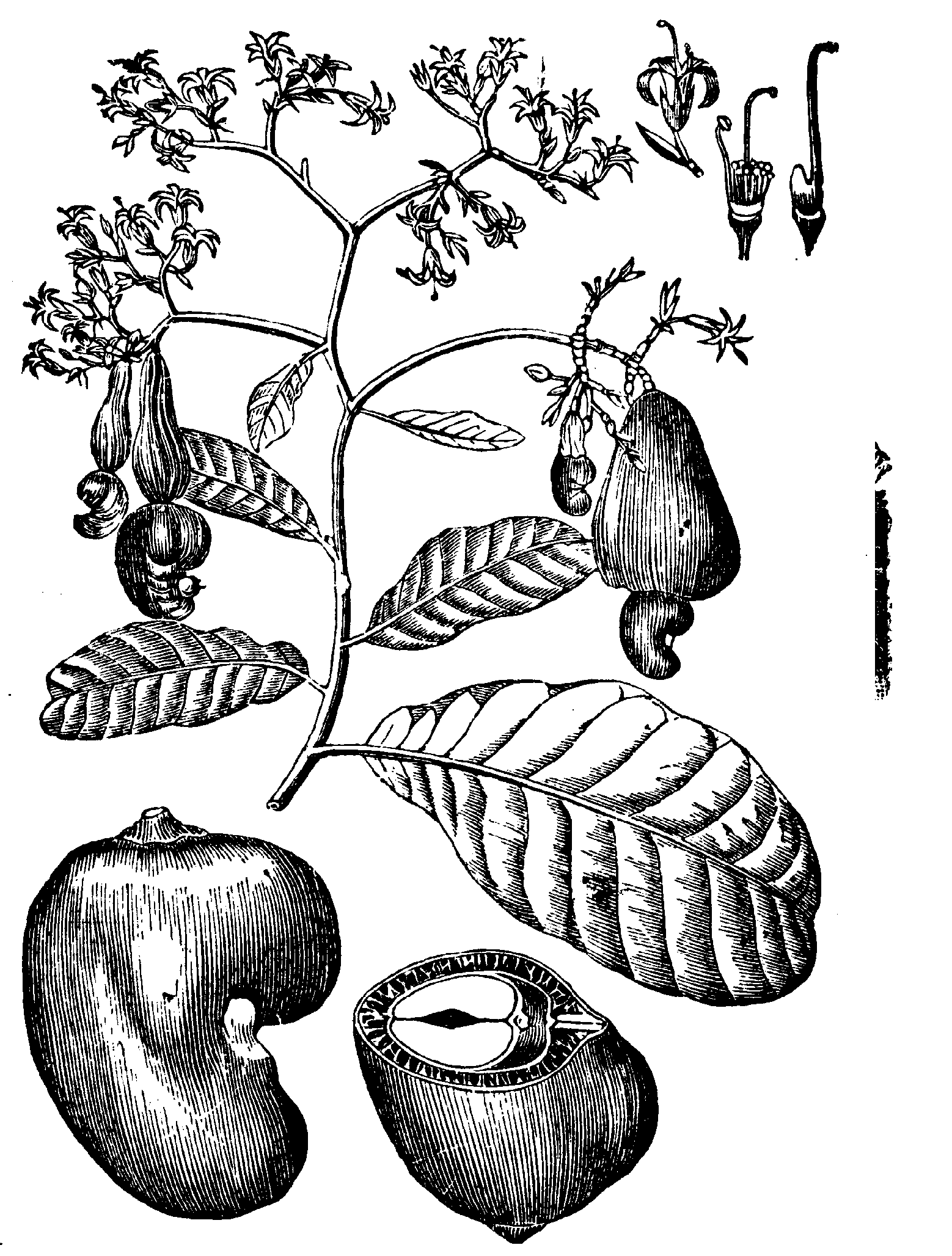
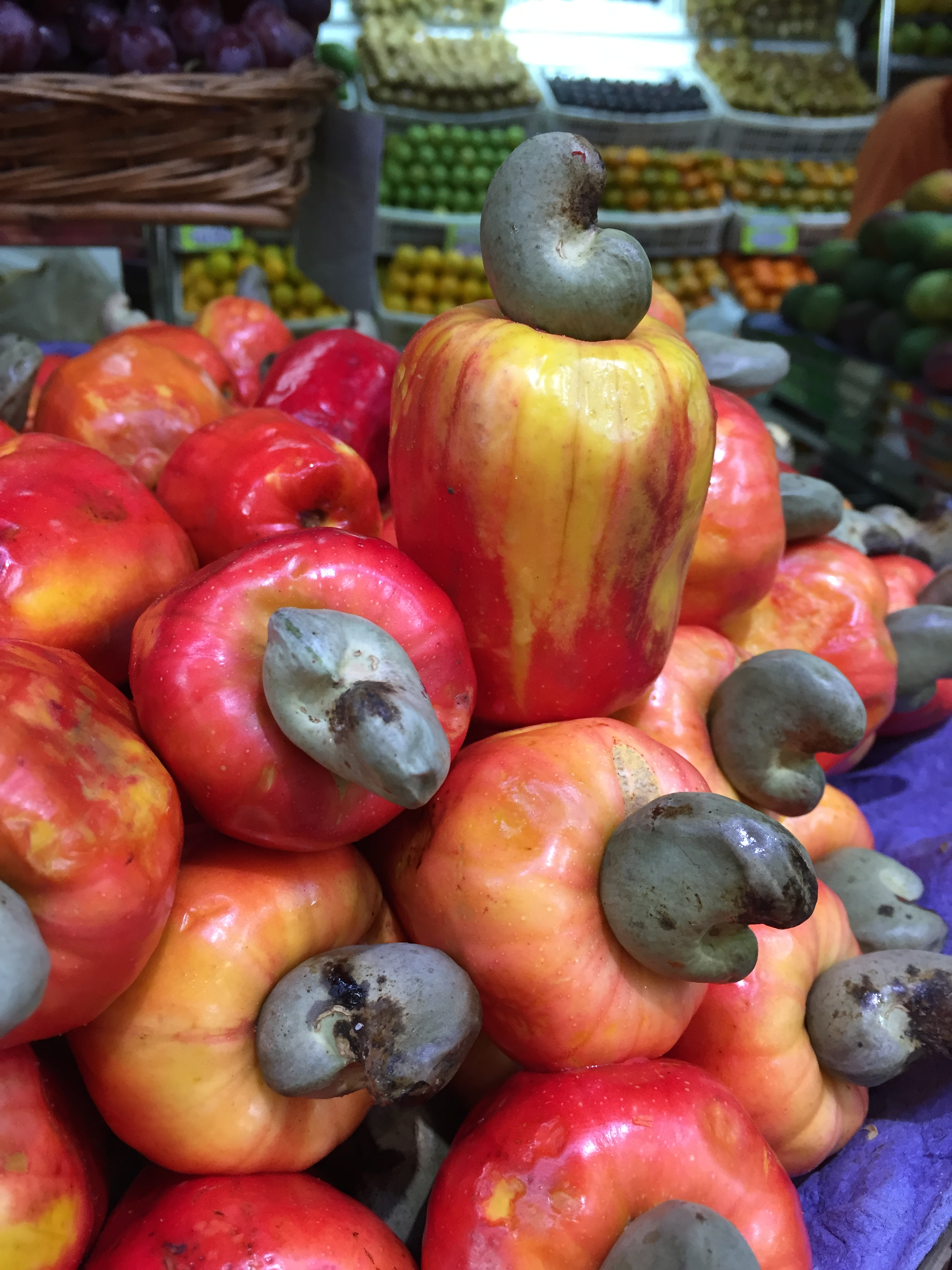
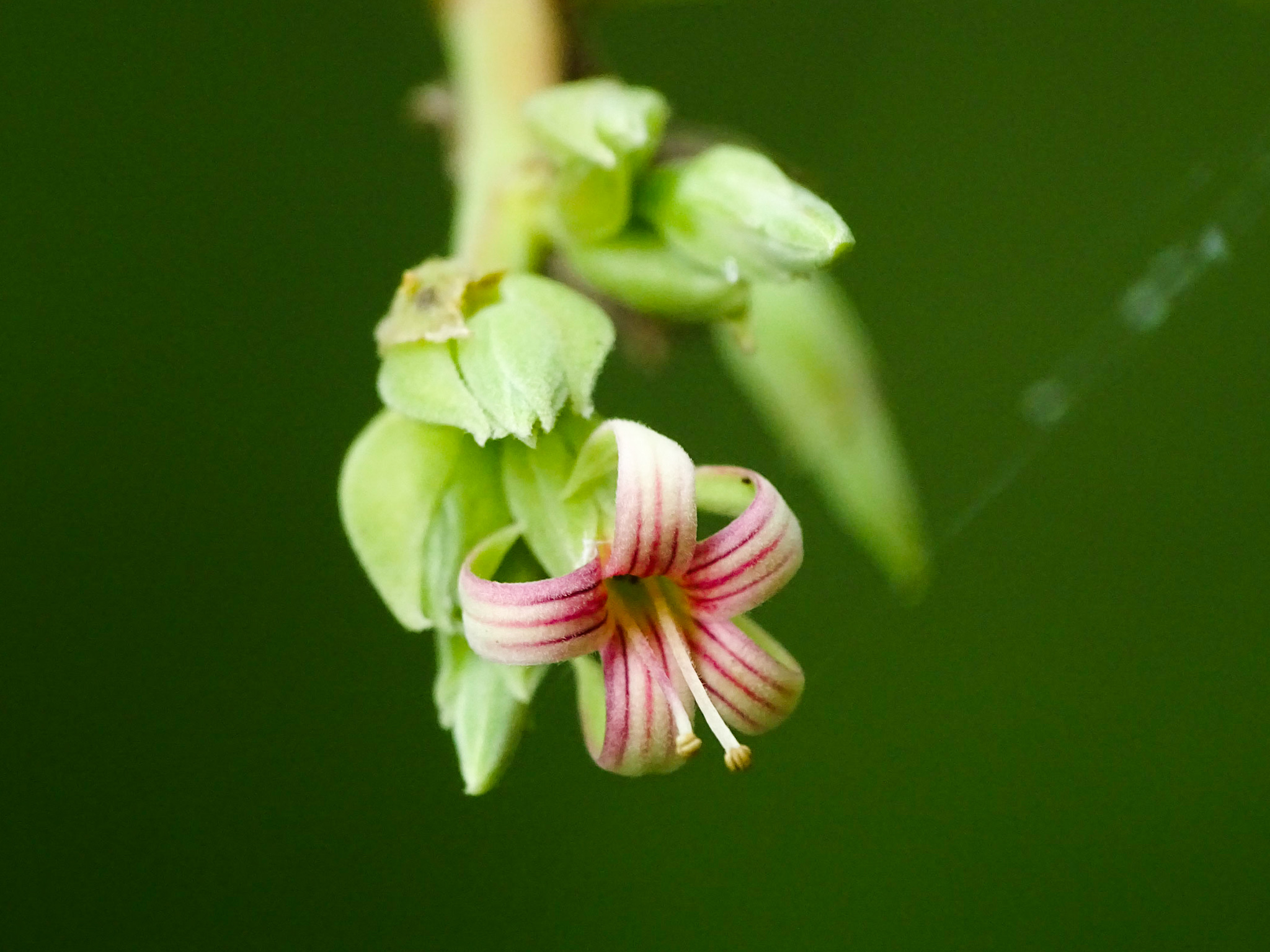
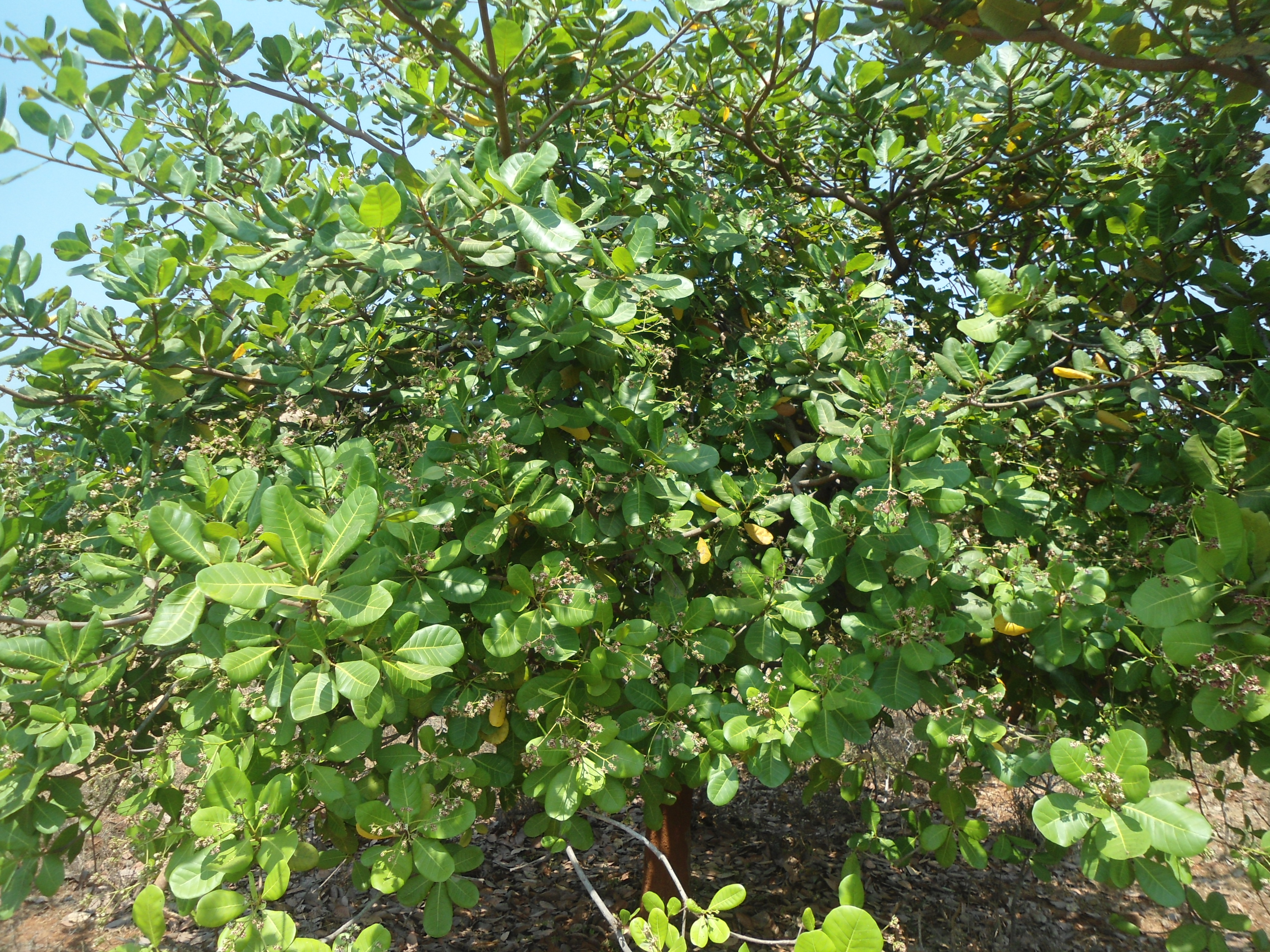